# Società Sportiva Sambenedettese 1976-1977
Questa voce raccoglie le informazioni riguardanti la Società Sportiva Sambenedettese nelle competizioni ufficiali della stagione 1976-1977.

## Rosa
| N. |                   | Ruolo | Calciatore            |
| -- | ----------------- | ----- | --------------------- |
|    | Italia (bandiera) | D     | Mauro Agretti         |
|    | Italia (bandiera) | C     | Massimo Berta         |
|    | Italia (bandiera) | D     | Antonio Bogoni        |
|    | Italia (bandiera) | D     | Mario Buccilli        |
|    | Italia (bandiera) | C     | Otello Catania        |
|    | Italia (bandiera) | D     | Franco Catto          |
|    | Italia (bandiera) | C     | Alessandro Chieregato |
|    | Italia (bandiera) | A     | Francesco Chimenti    |
|    | Italia (bandiera) | D     | Franco Colomba        |
|    | Italia (bandiera) | D     | Glauco Cozzi          |
|    | Italia (bandiera) | D     | Nicola Daleno         |
|    | Italia (bandiera) | C     | Pier Luigi Giani      |
|    | Italia (bandiera) | C     | Mario Goretti         |
|    | Italia (bandiera) | D     | Fausto Inselvini      |

| N. |                   | Ruolo | Calciatore        |
| -- | ----------------- | ----- | ----------------- |
|    | Italia (bandiera) | A     | Maurizio Marchei  |
|    | Italia (bandiera) | D     | Adriano Martelli  |
|    | Italia (bandiera) | D     | Mauro Melotti     |
|    | Italia (bandiera) | C     | Carlo Odorizzi    |
|    | Italia (bandiera) | C     | Antonio Pigino    |
|    | Italia (bandiera) | P     | Flavio Pozzani    |
|    | Italia (bandiera) | C     | Pasquale Prosperi |
|    | Italia (bandiera) | C     | Roberto Sgolastra |
|    | Italia (bandiera) | A     | Maurizio Simonato |
|    | Italia (bandiera) | D     | Arcadio Spinozzi  |
|    | Italia (bandiera) | D     | Corrado Tamalio   |
|    | Italia (bandiera) | A     | Claudio Trevisan  |
|    | Italia (bandiera) | C     | Sandro Vanello    |

## Risultati

### Serie B

#### Girone di andata
| 26 settembre 1976 1ª giornata | Brescia | 0 – 0 | Sambenedettese |  |

| 3 ottobre 1976 2ª giornata | Sambenedettese | 1 – 1 | Cagliari |  |

| 10 ottobre 1976 3ª giornata | Taranto | 2 – 0 | Sambenedettese |  |

| 17 ottobre 1976 4ª giornata | Sambenedettese | 1 – 1 | Monza |  |

| 24 ottobre 1976 5ª giornata | Ternana | 2 – 0 | Sambenedettese |  |

| 31 ottobre 1976 6ª giornata | Sambenedettese | 0 – 0 | Varese |  |

| 7 novembre 1976 7ª giornata | Catania | 0 – 0 | Sambenedettese |  |

| 14 novembre 1976 8ª giornata | Sambenedettese | 1 – 1 | Ascoli |  |

| 21 novembre 1976 9ª giornata | Modena | 2 – 2 | Sambenedettese |  |

| 28 novembre 1976 10ª giornata | Sambenedettese | 0 – 0 | Pescara |  |

| 5 dicembre 1976 11ª giornata | SPAL | 2 – 0 | Sambenedettese |  |

| 12 dicembre 1976 12ª giornata | Sambenedettese | 2 – 1 | Palermo |  |

| 19 dicembre 1976 13ª giornata | Sambenedettese | 0 – 0 | Atalanta |  |

| 2 gennaio 1977 14ª giornata | Avellino | 0 – 0 | Sambenedettese |  |

| 9 gennaio 1977 15ª giornata | Como | 2 – 0 | Sambenedettese |  |

| 16 gennaio 1977 16ª giornata | Sambenedettese | 1 – 0 | Novara |  |

| 23 gennaio 1977 17ª giornata | Rimini | 0 – 1 | Sambenedettese |  |

| 30 gennaio 1977 18ª giornata | Sambenedettese | 0 – 0 | Lanerossi Vicenza |  |

| 6 febbraio 1977 19ª giornata | Lecce | 1 – 0 | Sambenedettese |  |

#### Girone di ritorno
| 13 febbraio 1977 20ª giornata | Sambenedettese | 1 – 0 | Brescia |  |

| 20 febbraio 1977 21ª giornata | Cagliari | 1 – 0 | Sambenedettese |  |

| 27 febbraio 1977 22ª giornata | Sambenedettese | 2 – 1 | Taranto |  |

| 6 marzo 1977 23ª giornata | Monza | 4 – 0 | Sambenedettese |  |

| 13 marzo 1977 24ª giornata | Sambenedettese | 2 – 0 | Ternana |  |

| 20 marzo 1977 25ª giornata | Varese | 1 – 1 | Sambenedettese |  |

| 27 marzo 1977 26ª giornata | Sambenedettese | 0 – 0 | Catania |  |

| 3 aprile 1977 27ª giornata | Ascoli | 1 – 0 | Sambenedettese |  |

| 11 aprile 1977 28ª giornata | Sambenedettese | 1 – 0 | Modena |  |

| 17 aprile 1977 29ª giornata | Pescara | 1 – 1 | Sambenedettese |  |

| 24 aprile 1977 30ª giornata | Sambenedettese | 1 – 1 | SPAL |  |

| 1 maggio 1977 31ª giornata | Palermo | 0 – 0 | Sambenedettese |  |

| 8 maggio 1977 32ª giornata | Atalanta | 0 – 0 | Sambenedettese |  |

| 15 maggio 1977 33ª giornata | Sambenedettese | 0 – 0 | Avellino |  |

| 22 maggio 1977 34ª giornata | Sambenedettese | 2 – 0 | Como |  |

| 29 maggio 1977 35ª giornata | Novara | 2 – 1 | Sambenedettese |  |

| 5 giugno 1977 36ª giornata | Sambenedettese | 1 – 1 | Rimini |  |

| 12 giugno 1977 37ª giornata | Lanerossi Vicenza | 2 – 1 | Sambenedettese |  |

| 19 giugno 1977 38ª giornata | Sambenedettese | 4 – 1 | Lecce |  |

## Statistiche

### Statistiche di squadra
| Competizione | Punti | In casa | In casa | In casa | In casa | In casa | In casa | In trasferta | In trasferta | In trasferta | In trasferta | In trasferta | In trasferta | Totale | Totale | Totale | Totale | Totale | Totale | DR  |
| Competizione | Punti | G       | V       | N       | P       | Gf      | Gs      | G            | V            | N            | P            | Gf           | Gs           | G      | V      | N      | P      | Gf     | Gs     | DR  |
| ------------ | ----- | ------- | ------- | ------- | ------- | ------- | ------- | ------------ | ------------ | ------------ | ------------ | ------------ | ------------ | ------ | ------ | ------ | ------ | ------ | ------ | --- |
| Serie B      | 37    | 19      | 8       | 11      | 0       | 20      | 8       | 19           | 1            | 8            | 10           | 7            | 23           | 38     | 9      | 19     | 10     | 27     | 31     | -4  |
| Coppa Italia | 1     | 2       | 0       | 1       | 1       | 1       | 2       | 2            | 0            | 0            | 2            | 0            | 5            | 4      | 0      | 1      | 3      | 1      | 7      | -6  |
| Totale       |       | 21      | 8       | 12      | 1       | 21      | 10      | 21           | 1            | 8            | 12           | 7            | 28           | 42     | 9      | 20     | 13     | 28     | 38     | -10 |

### Statistiche dei giocatori
| Giocatore     | Serie B  | Serie B | Serie B     | Serie B    | Coppa Italia | Coppa Italia | Coppa Italia | Coppa Italia | Totale   | Totale | Totale      | Totale     |
| Giocatore     | Presenze | Reti    | Ammonizioni | Espulsioni | Presenze     | Reti         | Ammonizioni  | Espulsioni   | Presenze | Reti   | Ammonizioni | Espulsioni |
| ------------- | -------- | ------- | ----------- | ---------- | ------------ | ------------ | ------------ | ------------ | -------- | ------ | ----------- | ---------- |
| M. Agretti    | 28       | 0       | ?           | ?          | ?            | ?            | ?            | ?            | 28+      | 0+     | ?           | ?          |
| M. Berta      | 23       | 1       | ?           | ?          | ?            | ?            | ?            | ?            | 23+      | 1+     | ?           | ?          |
| A. Bogoni     | 3        | 0       | ?           | ?          | ?            | ?            | ?            | ?            | 3+       | 0+     | ?           | ?          |
| M. Buccilli   | 10       | 0       | ?           | ?          | ?            | ?            | ?            | ?            | 10+      | 0+     | ?           | ?          |
| O. Catania    | 31       | 1       | ?           | ?          | ?            | ?            | ?            | ?            | 31+      | 1+     | ?           | ?          |
| F. Catto      | 31       | 0       | ?           | ?          | ?            | ?            | ?            | ?            | 31+      | 0+     | ?           | ?          |
| A. Chieregato | 2        | 0       | ?           | ?          | ?            | ?            | ?            | ?            | 2+       | 0+     | ?           | ?          |
| F. Chimenti   | 32       | 12      | ?           | ?          | ?            | ?            | ?            | ?            | 32+      | 12+    | ?           | ?          |
| F. Colomba    | 27       | 1       | ?           | ?          | ?            | ?            | ?            | ?            | 27+      | 1+     | ?           | ?          |
| G. Cozzi      | 6        | 0       | ?           | ?          | ?            | ?            | ?            | ?            | 6+       | 0+     | ?           | ?          |
| N. Daleno     | 1        | 0       | ?           | ?          | ?            | ?            | ?            | ?            | 1+       | 0+     | ?           | ?          |
| P. Giani      | 29       | 1       | ?           | ?          | ?            | ?            | ?            | ?            | 29+      | 1+     | ?           | ?          |
| M. Goretti    | 1        | 0       | ?           | ?          | ?            | ?            | ?            | ?            | 1+       | 0+     | ?           | ?          |
| F. Inselvini  | 6        | 0       | ?           | ?          | ?            | ?            | ?            | ?            | 6+       | 0+     | ?           | ?          |
| M. Marchei    | 10       | 1       | ?           | ?          | ?            | ?            | ?            | ?            | 10+      | 1+     | ?           | ?          |
| A. Martelli   | 35       | 0       | ?           | ?          | ?            | ?            | ?            | ?            | 35+      | 0+     | ?           | ?          |
| M. Melotti    | 20       | 0       | ?           | ?          | ?            | ?            | ?            | ?            | 20+      | 0+     | ?           | ?          |
| C. Odorizzi   | 36       | 4       | ?           | ?          | ?            | ?            | ?            | ?            | 36+      | 4+     | ?           | ?          |
| A. Pigino     | 17       | -13     | ?           | ?          | ?            | ?            | ?            | ?            | 17+      | -13+   | ?           | ?          |
| F. Pozzani    | 23       | -18     | ?           | ?          | ?            | ?            | ?            | ?            | 23+      | -18+   | ?           | ?          |
| P. Prosperi   | 2        | 0       | ?           | ?          | ?            | ?            | ?            | ?            | 2+       | 0+     | ?           | ?          |
| R. Sgolastra  | 1        | 0       | ?           | ?          | ?            | ?            | ?            | ?            | 1+       | 0+     | ?           | ?          |
| M. Simonato   | 12       | 2       | ?           | ?          | ?            | ?            | ?            | ?            | 12+      | 2+     | ?           | ?          |
| A. Spinozzi   | 28       | 0       | ?           | ?          | ?            | ?            | ?            | ?            | 28+      | 0+     | ?           | ?          |
| C. Tamalio    | 2        | 0       | ?           | ?          | ?            | ?            | ?            | ?            | 2+       | 0+     | ?           | ?          |
| C. Trevisan   | 15       | 2       | ?           | ?          | ?            | ?            | ?            | ?            | 15+      | 2+     | ?           | ?          |
| S. Vanello    | 24       | 2       | ?           | ?          | ?            | ?            | ?            | ?            | 24+      | 2+     | ?           | ?          |